# 토드 글래스

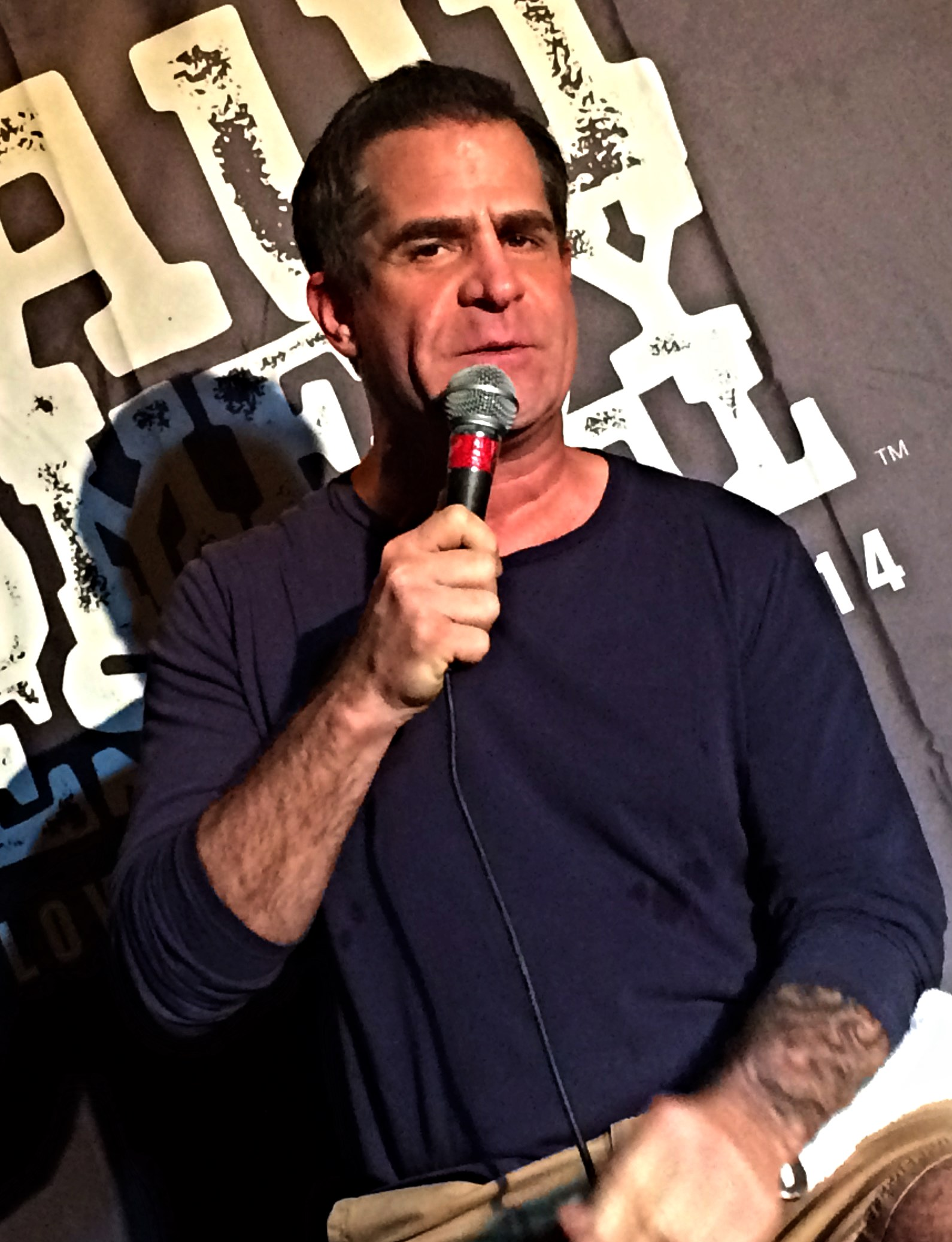

토드 글래스(Todd Glass, 1964년 12월 16일 ~ )는 미국의 배우, 텔레비전 배우, 팟케스터이다.
필라델피아에서 태어났다.

## 영화
- 마마듀크 (2010년)
- 사라 실버맨 프로그램 (2007년)
- 아리스토캣 (2005년)
- 리바운드 (2005년)
- 지미 키멜 라이브! (2003년) - 게스트 역